# Jan Melki
Jan Melki född 3 mars 1971 är en svensk taekwondo-utövare.
Melki tog silver i International Taekwon-Do Federations Han blev taekwondo-VM i Sydkorea 2010 i grenen sparring.